# Aerolíneas Argentinas

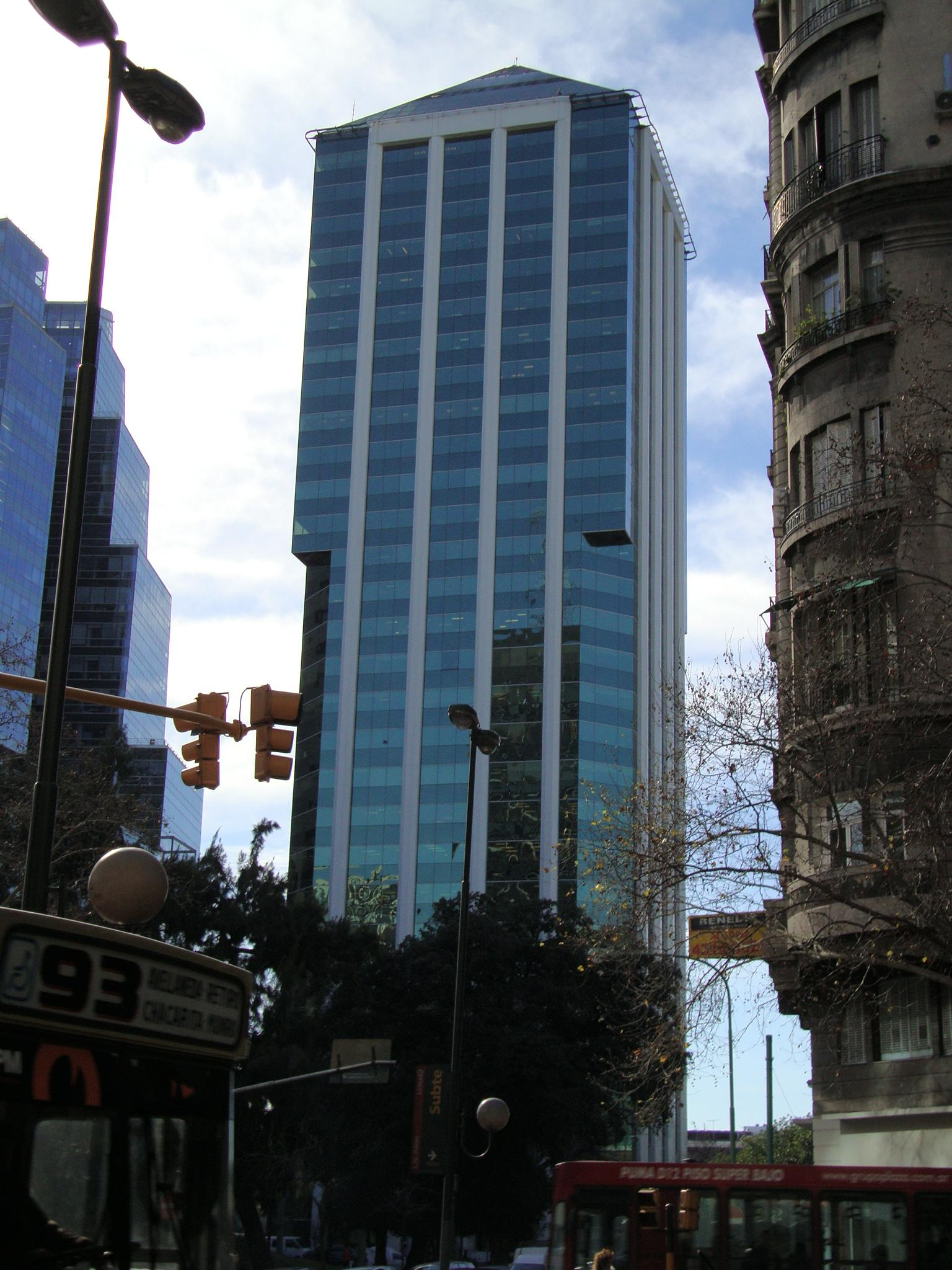
Torre Bouchard, a sede da Aerolíneas Argentinas

Aerolíneas Argentinas é a companhia aérea bandeira da Argentina, dedicada ao transporte comercial de passageiros e carga. É a maior companhia aérea do país, a quinta operadora mais importante da América do Sul e a maior companhia aérea estatal da região. Em 2018, foi escolhida pela Travelers Choice Awards como a melhor companhia aérea da América Latina em termos de serviço de bordo e pontualidade de quase 90%.
Realiza voos para mais de 60 destinos nacionais e internacionais na América do Sul, Caribe, América do Norte e Europa. Anteriormente, a Aerolíneas Argentinas fazia voos para a África, especificamente a África do Sul.
Concentra suas operações comerciais em dois aeroportos da cidade de Buenos Aires: o Aeroparque Jorge Newbery e o Aeroporto Internacional de Ezeiza. A empresa também administra a companhia aérea Austral Líneas Aéreas, as companhias de cargo Aerolíneas Cargo e Jet Paq, a empresa de serviços Aerohandling e a empresa de serviços turísticos Optar. 
A companhia foi privatizada em 1990 e voltou a gestão estatal em 2008. Desde 2009, se modernizou a frota, foi adquirido simuladores de voo e foram criadas novas rotas de voo intercontinentais, nacionais e regionais. É membro da aliança SkyTeam desde 2012, sendo o primeiro e único sócio sul-americano. A Aerolíneas Cargo, é um membro oficial da SkyTeam Cargo. 
Em 2017, a empresa alcançou um novo recorde, transportando mais de 14 milhões de passageiros. É considerada uma das companhias aéreas mais seguras do mundo.

## História
A Aerolineas Argentinas tem suas origens no ano de 1949 quando o governo decidiu pela fusão de quatro empresas locais: FAMA (Flota Aerea Mercante Argentina), ALFA (Aviación del Litoral Fluvial Argentino), ZONDA (Zonas Oeste y Norte de Aerolineas Argentinas) e a Aeroposta Argentina.
Entre as quatro, a Aeroposta Argentina era a mais antiga, tendo iniciado suas atividades em 1928. A ALFA dedicava-se desde 1938 ao transporte aéreo utilizando-se de hidroaviões enquanto que a ZONDA fora fundada em 1946 como empresa regional e doméstica com uma frota de Douglas DC-3.
A FAMA, naquele momento a maior das quatro empresas, havia sido fundada em 1946 e tinha o status de empresa de bandeira argentina. Naquele mesmo ano iniciou voos para Londres com equipamento Douglas DC-4.
Com a formação da Aerolineas Argentinas, as quatro empresas deixaram de existir em 31 de dezembro de 1949. Nos anos seguintes a malha doméstica cresceu rapidamente. Os voos internacionais (para Nova Iorque) foram iniciados em março de 1950.
O seu primeiro jato, um Comet 4, foi recebido em janeiro de 1959. Ao todo foram operados 14 exemplares desta aeronave, a última deixando a frota da empresa em dezembro de 1972.
Em 1962 colocou em operação os jatos Caravelle em suas linhas domésticas e regionais. Os primeiros aviões de fuselagem larga, do tipo Boeing 747, foram recebidos em 1979, e ainda hoje integram a frota de longo alcance da empresa.
No início da década de 90 foi privatizada, a espanhola Ibéria adquirida 85% do capital.  Em 1998 a American Airlines foi autorizada a adquirir 8,5% de suas ações, a American também desistiu. Nos primeiros meses de 2001 foram cancelados diversos voos internacionais, inclusive para o Brasil. Boa parte da frota foi estacionada em Buenos Aires/Ezeiza, com o arrendamento de quatro Airbus A340-200 (e encomenda de seis A340-600) mantendo-se apenas um punhado de voos domésticos. Em 2002 foi adquirida pelo Grupo Marsans, a empresa consolidou suas operações junto à Austral e retomou os voos internacionais. Apresentou também uma nova identidade visual, unificada para as duas frotas.
Em julho de 2008 o Grupo Marsans foi obrigado a se retirar do comando da companhia pelo estado argentino por dívidas que chegavam ao valor de 890 milhões de dólares . O governo argentino então decidiu estatizar a empresa com o objetivo de manter os empregos e as rotas em funcionamento. Após inúmeras negociações com a oposição que era contra a entrada do estado e o pagamento das dívidas herdadas da administração passada, o projeto foi aprovado no senado argentino em setembro de 2008 e transformado em lei em dezembro do mesmo ano. Em Janeiro de 2009 a presidente argentina Cristina Kirchner nomeia uma nova diretoria para administrar a empresa. Essa nova diretoria terá como missão renovar a empresa com a compra de novos aviões e a reativação de rotas abandonadas após a crise vivida pela empresa. Em Outubro de 2010, a Aerolineas confirma em seu site a assinatura de um memorando., assinado em Amsterdã, em final de outubro de 2010, para entrar na aliança de linhas aéreas Skyteam, se juntando assim a aliança que conta com o grupo liderado por empresas como Delta Airlines, Air France-KLM, Alitalia, dentre outras. No dia 29 de Agosto de 2012, Aerolineas Argentinas entra no grupo Skyteam, tornando-se seu 18º membro efetivo.
Após a eleição de Javier Milei, no ano de 2023, a empresa aérea estatal argentina, foi incluída em um pacote de privatizações.

### Guerra das Malvinas
A empresa desempenhou papel importante na Guerra das Malvinas, quando realizou sete voos com destinos a Israel, África do Sul e Líbia, entre 7 de abril e 9 de junho de 1982, com o objetivo de trazer armas, de modo clandestino, para reforçar os estoques bélicos destinados a guerra. Em voos considerado sigilosos, já que as aeronaves não utilizaram rádios e suas luzes estavam desligadas, numa tentativa de fugir dos radares britânicos que controlavam o Oceano Atlântico, sete pilotos civis da empresa foram convocados para as missões; são eles: Gezio Bresciani, Luis Cuniberti, Leopoldo Arias, Ramón Arce, Mario Bernard, Juan Carlos Ardalla e Jorge Prelooke. Com quatro voos para Trípoli, dois para Tel Aviv e um para a África do Sul, os aviões foram modificados quando todos os assentos das aeronaves foram retirados para acomodar a sigilosa carga composta de armamento e munições. O voo para a África do Sul foi abortado no meio do trajeto por falta de acordo com um traficante de armas. No entanto, foram realizadas negociações com o governo de Israel, que tinha interesse comercial com o país sul-americano e com o então líder líbio Muammar Kadafi, que na década de 1980 era desafeto confesso com o governo britânico.

## Destinos
A companhia tem voos regulares para diversos países na Europa, América e Oceania.

## Frota

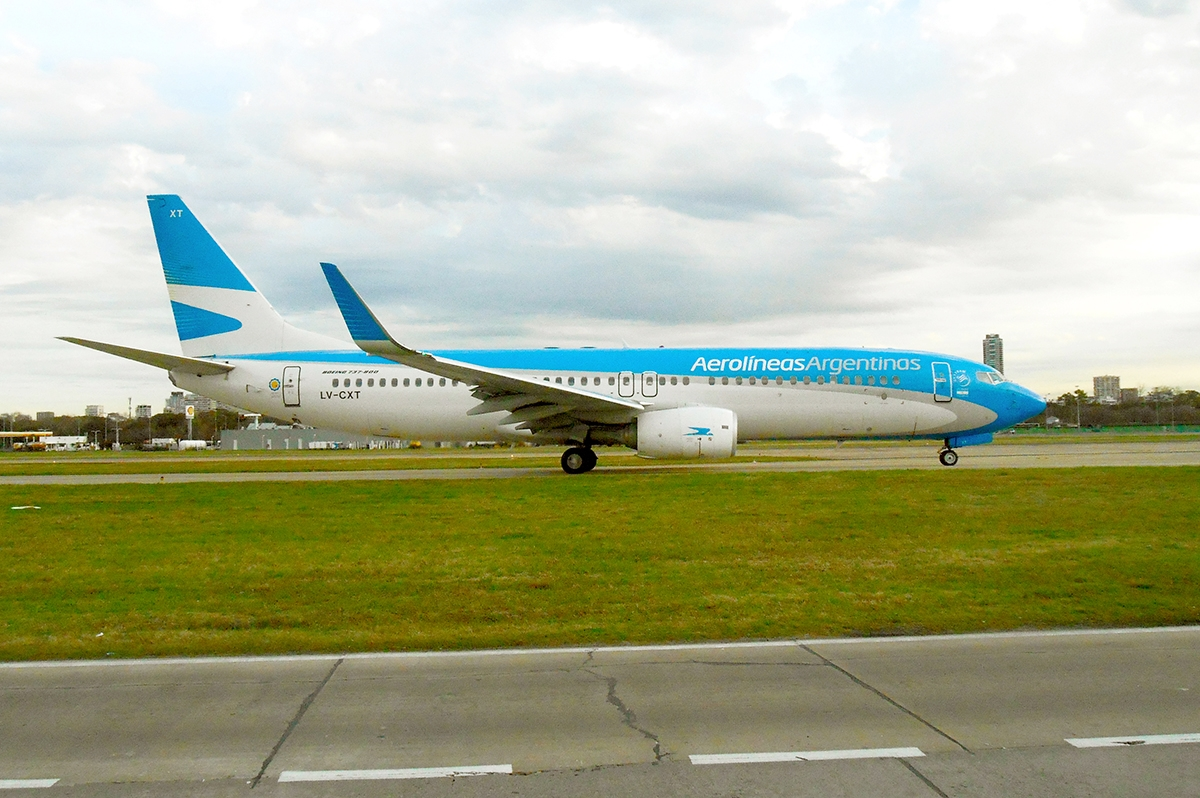
Boeing 737-800 da Aerolineas Argentinas

A frota da Aerolíneas Argentinas é composta principalmente de aeronaves das fabricantes Airbus, Boeing. Em 07 de novembro de 2017 tinha 56 aeronaves. 
Após tomar o controle do Grupo Aerolíneas o Governo argentino anunciou um plano de renovação da frota que ainda está sendo realizado. Entre abril de 2009 e janeiro de 2010 foram incorporados 12 Boeing 737-700. Também foram adquiridos 20 aviões Embraer 190, entregues a partir de junho de 2010 à Austral, subsidiária de companhia. Em abril de 2013 foi assinado um novo contrato com a Embraer para a aquisição de mais 2 Embraer 190 para a Austral. Em Agosto de 2017 a empresa começou a acrescentar o Boeing 737-8 MAX.  
| Aeronave           | Total | Passageiros (Primeira Classe/Executiva/Econômica) | Rotas                     | Notas |
| ------------------ | ----- | ------------------------------------------------- | ------------------------- | ----- |
| Airbus A330-200    | 10    | 249 (32/217)                                      | América do Norte e Europa |       |
| Boeing 737 MAX 8   | 12    |                                                   |                           |       |
| Boeing 737-700     | 7     | 128 (8/120)                                       | Rotas curtas, regionais   |       |
| Boeing 737-800     | 28    | 170 (8/162)                                       | Rotas curtas, regionais   |       |
| Total de aeronaves | 57    |                                                   |                           |       |

## Serviços
A empresa oferece aos seus clientes dois tipos de serviço, chamados Cabina Principal e Club Cóndor. Na Cabina Principal são servidos (de acordo com a duração do voo e do horário de partida e chegada) uma refeição ou um lanche acompanhado de bebidas com ou sem álcool. Nos voos intercontinentais os passageiros possuem a opção de assistir filmes e utilizar canais de áudio e entretenimento. No Club Cóndor os passageiros possuem ademais um assento mais confortável e com maior distância entre as fileiras, uma maior atenção por parte da tripulação com um menu com vários pratos, além de uma extensa carta de vinhos. Os clientes do Club Cóndor possuem também acesso às diferentes salas VIP em vários aeroportos operados pela companhia.